# Ludwig Abeille
Johann Christian Ludwig Abeille (20. února 1761 Bayreuth – 2. března 1838 Stuttgart) byl německý pianista a hudební skladatel.

## Život a kariéra
Narodil se jako syn hraběcího komorníka. Jeho učiteli byli Antonio Boroni, Ferdinando Mazzanti a Johann Gottlieb Sämann na Karlsschule ve Stuttgartu. V roce 1782 se stal členem dvorní kapely a roku 1802 vystřídal Zumsteega na místě koncertního mistra ve Stuttgartu, od roku 1815 působil jako dvorní varhaník. V roce 1832 odešel na odpočinek.

## Dílo
Abeille psal klavírní, komorní a vokální skladby, a také zpěvohry.
- Amor und Psyche, zpěvohra 4 akty, libreto Franz Karl Hiemer, premiéra 18. ledna 1800 Stuttgart, Hoftheater
- Der Hausmeister, zpěvohra 2 akty, premiéra 1805 Stuttgart
- Peter und Aennchen, zpěvohra 2 akty, libreto Franz Karl Hiemer podle Charlese Simona Favarta Annette et Lubin, premiéra 29. září 1809 Ludwigsburg
- Fantaisie für Klavier op. 4
- Konzert für Klavier 4-händig & Orchester op.6
- Sonate für Klavier zu vier Händen op. 22
- Der Aschermittwoch op. 11
- Die entschlafene Liebe, píseŇ